# NGC 3446
NGC 3446 é um aglomerado aberto na direção da constelação de Vela. O objeto foi descoberto pelo astrônomo John Herschel em 1836, usando um telescópio refletor com abertura de 18,6 polegadas. 